# Кесарийска епархия
 Тази статия е за титулярната епархия на Вселенската патриаршия.  За епархията на Йерусалимската вижте Кесарийска епархия (Йерусалимска патриаршия).  
Кесарийската епархия (на гръцки: Ιερά Μητρόπολη Καισαρείας) е титулярна епархия на Вселенската патриаршия. Диоцезът съществува от 325 до 1922 година с център в град Кесария, на турски Кайсери. Титлата Митрополит на Кесария, ипертим и екзарх на целия Изток (Ο Καισαρείας υπέρτιμος των υπερτίμων και έξαρχος πάσης Ανατολής) от 1934 година е вакантна.

## История
Кесария е обитаван от IV хилядолетие пр. Хр. Градът първоначално се казва Мазака, после около 150 г. пр. Хр. е преименуван на Еузебия (Евсевия) в чест на кападокийския цар Ариарат V Еузеб и в 18 година, една година след завоюването му от Рим, получава името Кесария. Кесария става митрополия в 325 година, като първоначално има почетен примат над останалите понтийски епархии – Никомидийската, Гангренската, Анкарската, Амасийската, Неокесарийската и Севастийската, а по-късно и Клавдиуполската (отделена от Гангренската), Песионската (отделена от Анкарската), Тианската (отделена от Кесарийската) и Мелитинската (отделена от Кесарийската). След Четвъртия вселенски събор в 451 година всички митрополии минават на подчинение на Константинополската патриаршия.
Митрополията има 5 епископии в VII век, 12 в X век и осем в XII, но със селджукското завоевание на региона броят им постепенно намалява и в XIV век не остава нито една. Митрополията граничи с Неокесарийската (Гангренска секция) и Амасийската на север, с Неокесарийската на изток, с Аданската (Антиохийска патриаршия) на юг и с Иконийската и Анкарската на запад. Други важни градове са Муталаски (Талас), Камуляна (Девели), Неаполис (Невшехир), Прокопио (Югрюп), Митридатио (Йозгат), Мокисос (Кършехир), Кискисос (Кескин), Зила (Зиле), Птерио (Сунгурлу), Евхайта (Чорум), Асклипио (Искилип).
След разгрома на Гърция в Гръцко-турската война и обмена на население между Гърция и Турция в 1922 година, на територията на епархията не остава православно население.

## Митрополити
| Име        | Име        | Управление                                                      | Забележка                                               | Години      |
| ---------- | ---------- | --------------------------------------------------------------- | ------------------------------------------------------- | ----------- |
| Григорий   | Γρηγόριος  | 27 март 1773 - юли 1796 †                                       | от зворнишки м.                                         | ? - 1796    |
| Леонтий    | Λεόντιος   | юли 1796 – 1 октомври 1801                                      | от мелнишки м., подал оставка                           |             |
| Филотей    | Φιλόθεος   | октомври 1801 - май 1816 †                                      | по-рано търновски м.                                    | ? – 1816    |
| Мелетий II | Μελέτιος   | май 1816 - 1817 †                                               | от неокесарийски м.                                     | ? – 1817    |
| Йоаникий   | Ιωαννίκιος | юни 1817 - 15 ноември 1823 †, арестуван в 1821, умрял в затвора | от никейски м.                                          | ? – 1823    |
| Хрисант    | Χρύσανθος  | ноември 1823 - декември 1830                                    | в ефески м.                                             | ? – 1836    |
| Герасим    | Γεράσιμος  | декември 1830 - март 1832                                       | от ужички м., по-късно анкарски м.                      | ? – 1837    |
| Паисий II  | Παίσιος    | март 1832 – 30 януари 1871 †                                    |                                                         | 1777 – 1871 |
| Евстатий   | Ευστάθιος  | 3 октомври 1871 – 26 януари 1876 †                              |                                                         | 1824 – 1876 |
| Методий II | Μεθόδιος   | 28 януари 1876 - май 1878                                       | от митилински м., в димотишки м.                        | ? – 1897    |
| Йоан       | Ιωάννης    | 21 май 1878 – 28 април 1902 †                                   |                                                         | 1834 – 1902 |
| Гервасий   | Γερβάσιος  | 14 май 1902 - 16 март 1910                                      | от корчански м., в янински м.                           | ? – 1916    |
| Софроний   | Σωφρόνιος  | 27 март 1910 - 25 април 1911                                    | от анкарски м., по-късно колонийски м.                  | ? – 1917    |
| Амвросий   | Αμβρόσιος  | 25 април 1911 – 13 февруари 1914                                | от неокесарийски м., уволнен, по-късно неокесарийски м. | 1854 – 1931 |
| Николай II | Νικόλαος   | 13 февруари 1914 – 22 февруари 1927                             | от маронийски м., в халкидонски м.                      | 1862 – 1927 |
| Калиник    | Καλλίνικος | 26 юли 1932 - 11 януари 1934 †                                  | от кизически м.                                         | 1855 – 1934 |